# Westwood Studios
Westwood Studios è stata un'azienda statunitense dedita allo sviluppo di videogiochi, fondata da Louis Castle e Brett Sperry nel 1985 e fallita nel 2003.
Tra le più influenti case di sviluppo nella storia dei videogiochi, è principalmente ricordata per aver concepito l'iconica serie di Command & Conquer.

## Storia

### Fondazione e prime produzioni
Westwood venne fondata nell'ottobre 1985 a Las Vegas da Louis Castle e Brett Sperry; figlia di un importante periodo storico, successivo alla crisi dei videogiochi del 1983 e alla sepoltura dei videogiochi Atari. In principio il suo nome era "Westwood Associates", e le prime piattaforme per le quali la società sviluppò videogiochi, furono home computers come Commodore 64 ed Atari ST, benché si trattò di semplici porting di opere fatte da altre software house. Il mercato dei videogiochi era ancora agli albori, e per Westwood non avrebbe avuto senso investire in un settore allora in crisi come quello delle console da casa.

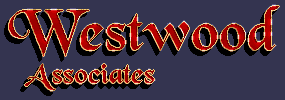
Vecchio logo "Westwood Associates"

I primi due videogiochi di cui Westwood si occupò personalmente furono Roadwar 2000, nel 1986, e Mars Saga nel 1988, entrambi sviluppati per svariati home computers. Altri due importanti titoli furono invece BattleTech: The Crescent Hawk's Inception e soprattutto il videogioco strategico in tempo reale BattleTech: The Crescent Hawks' Revenge tra i pionieri più eclatanti del suo stesso genere.

### I grandi successi: nasce Westwood Studios ed acquisizione da parte di Virgin Interactive
Durante i primi anni novanta Westwood avrebbe sperimentato con il genere del videogioco di ruolo, in particolare basati sull'universo di Dungeons & Dragons, dapprima con DragonStrike e successivamente con Eye of the Beholder.
Il 1992 fu un anno molto importante per lo studio: "Westwood Associates" assunse il nome con cui l'azienda sarebbe stata consacrata, "Westwood Studios", e venne venduta a Virgin Interactive, che ne avrebbe garantito un ingresso nel circolo delle produzioni videoludiche di maggiore impatto. Lo stesso anno, Westwood sviluppò e pubblicò nuovamente un videogioco strategico in tempo reale, tra i più importanti e che poi avrebbero influenzato opere come StarCraft, ovvero Dune II: The Building of a Dynasty; il gioco ricevette l'appellativo "II" non perché si trattava di un vero e proprio sequel, ma a causa di problemi legati al marchio del nome "Dune", relativo al gioco omonimo realizzato da Cryo Interactive. Oltre a Dune II, Westwood, si cimentò anche nella realizzazione dell'avventura grafica The Legend of Kyrandia e tornò nel genere dei videogiochi di ruolo con Lands of Lore: The Throne of Chaos.
Successivamente, data la ripartenza e il successo delle console da casa, resa possibile grazie a Nintendo, Westwood iniziò ad interessarsi a tale mondo e realizzò nel 1994, ispirata dal Disney's Aladdin di Capcom, Il re leone – videogioco a piattaforme sviluppato appunto per le console Sega Mega Drive e Super Nintendo Entertainment System.
Il nuovo videogioco strategico in tempo reale che però avrebbe reso il nome di Westwood Studios – assieme a quello del titolo stesso – indelebile nella storia dei videogiochi, fu Command & Conquer: Tiberian Dawn, pubblicato il 31 agosto 1995. Il gioco divenne nel tempo uno dei più importanti e venduti strategici della sua epoca, grazie ai video in-game, alla computer-generated imagery e al ritmo di gioco sincopato, consolidando le basi del proprio genere e rendendosi capostipite di una saga che si sarebbe portata avanti per almeno un intero decennio. Il successo di questo primo capitolo, convinse Westwood a realizzarne uno nuovo, ma prequel, e pubblicarlo nel 1996, con il nome di Command & Conquer: Red Alert. Il successo di Command & Conquer non impedì però a Westwood di sviluppare anche altri giochi: negli anni successivi infatti l'azienda realizzò l'avventura grafica Blade Runner – uno dei più riusciti adattamenti, basato sull'omonimo film di Ridley Scott – e un remake di Dune II, chiamato Dune 2000 e pubblicato nel 1998. Solo nei primi sei mesi di quest'anno i due capitoli di Command & Conquer generarono guadagni per un valore di quasi tre milioni e mezzo di dollari alla software house, che a questo punto contava 150 dipendenti e deteneva da sola dal 5 al 6% del mercato videoludico dedicato ai personal computer.

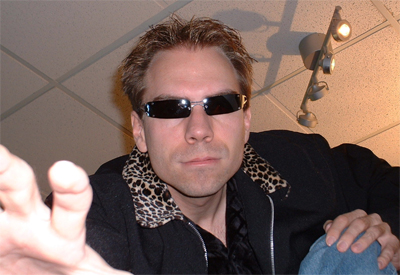
Frank Klepacki, storico compositore di colonne sonore a Westwood Studios

### Ultimi anni: acquisizione di Electronic Arts e liquidazione
Durante la seconda metà del 1998, Electronic Arts acquisì parte di Virgin Interactive e con quest'ultima anche Westwood Studios (dal momento che era di sua proprietà), per un valore totale di 122 milioni di dollari. L'acquisizione fu di forte impatto per la software house: lo sviluppo di Command & Conquer: Tiberian Sun andò incontro a diverse problematiche, che ne ritardarono la pubblicazione di circa un anno, facendola slittare a metà 1999; oltre a questo il team fu diviso con forza da Electronic Arts, che lo diramò in due studi collegati – Westwood Las Vegas e Westwood Pacific – ma la cui divisione non fu un fattore positivo. Non nuovi ai giochi di ruolo, per il prossimo progetto Westwood decise di seguire la via degli action RPG, dopo aver attentamente osservato il Diablo di Blizzard Entertainment; frutto di questo sviluppo fu Nox, action RPG pubblicato nel 2000 che seppure largamente ispirato dalle meccaniche del titolo Blizzard, riusciva a trovare una propria identità ma non fu altrettanto fortunato nel ritagliarsi uno spazio nel mercato, soprattutto a causa di Diablo II. Nello stesso anno, ad ottobre, venne rilasciato Command & Conquer: Red Alert 2 sviluppato da Westwood Pacific.
Il 2001 vide la pubblicazione di Emperor: Battle for Dune, sviluppato da Westwood Las Vegas, mentre Westwood Pacific si occupò di rilasciare l'espansione per Red Alert 2, Command & Conquer: Yuri's Revenge. Lo stesso studio l'anno dopo avrebbe sviluppato e pubblicato il primo e solo sparatutto in prima persona dedicato a questa saga, ovvero Command & Conquer: Renegade. Tra il 2001 ed il 2002 arrivarono speculazioni che un terzo nuovo capitolo della serie, seguito di Tiberian Sun, fosse in sviluppo; tuttavia, benché il gioco si rivelò essere Command & Conquer: Generals, gli studi di Westwood vennero messi a tacere e liquidati da Electronic Arts nel 2003, con molti dei dipendenti non licenziati che finirono negli studi di EA Los Angeles.

## L'eredità di Westwood Studios

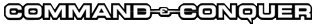
Logo della serie Command & Conquer

Alcuni dei giochi sviluppati da Westwood Studios, durante il suo lungo percorso videoludico, sono ampiamente considerati tra i migliori titoli nella storia dei videogiochi e del loro genere. La stessa Westwood è riconosciuta come colei che ha concepito – o perlomeno portato a livelli nettamente superiori – il videogioco strategico in tempo reale; oltre all'aver saputo ottenere ottimi risultati anche con il genere del videogioco di ruolo e dell'avventura grafica. La serie Command & Conquer creata da Westwood, e simbolo appunto del suo genere, ha venduto in 15 anni oltre 20 milioni di copie – un risultato eccezionale, considerando la natura del gioco e della sua piattaforma di origine, il computer.
Contemporaneamente e poco dopo la liquidazione di Westwood, alcuni ex-sviluppatori hanno abbandonato Electronic Arts e fondato una nuova software house, chiamata Petroglyph Games – considerata dai fan come una seconda Westwood. Oltre a questo l'eredità dello studio non si è però fermata alla morte dell'azienda: la sua chiusura infatti, è diventata nel tempo un simbolo delle pesanti critiche rivolte ad Electronic Arts, resasi responsabile di gestire in modo controverso e liquidare ferocemente altre società acquisite come Westwood, che a lungo andare ne hanno denigrato e ridefinito la propria immagine pubblica. La stessa Electronic Arts, circa un decennio dopo la chiusura di Westwood, ammise le proprie colpe e riconobbe di come la strategia della liquidazione spietata di talentuosi studi di sviluppo non si era dimostrata così efficace come sperava.

## Videogiochi sviluppati da Westwood Studios
- Temple of Apshai Trilogy (1986)
- Phantasie III: The Wrath of Nikademus (1987)
- Blackjack Academy (1987)
- Roadwar 2000 (1987)
- Roadwar Europa (1987)
- BattleTech: The Crescent Hawk's Inception (1988)
- California Games (conversione Amiga, 1988)
- Mars Saga (1988)
- Questron II (1988)
- Wargame Construction Set (conversione MS-DOS, 1988)
- Hillsfar (1989)
- Mines of Titan (1989)
- A Nightmare on Elm Street (1989)
- Vindicators (conversione per Apple IIGS non pubblicata, 1989)
- BattleTech: The Crescent Hawks' Revenge (1990)
- Circuit's Edge (1990)
- DragonStrike (1990)
- Buck Rogers: Countdown to Doomsday (1990), solo programmazione aggiuntiva per la versione Commodore 64[12]
- Death Knights of Krynn (1991), solo programmazione aggiuntiva per la versione Commodore 64
- Eye of the Beholder (1991)
- Eye of the Beholder II: The Legend of Darkmoon (1991)
- Order of the Griffon (1992)
- Dungeons & Dragons: Warriors of the Eternal Sun (1992)
- Dune II (1992)
- The Legend of Kyrandia (1992)
- Ancient Glory (1993)
- Lands of Lore: The Throne of Chaos (1993)
- The Legend of Kyrandia: The Hand of Fate (1993)
- The Legend of Kyrandia: Malcolm's Revenge (1994)
- Il re leone (1994)
- Young Merlin (1994)
- Command & Conquer: Tiberian Dawn (1995)
- Monopoly (1995)
- Command & Conquer: Red Alert (1996)
- Lands of Lore: Guardians of Destiny (1997)
- Blade Runner (1997)
- Dune 2000 (1998)
- Golden Nugget (1998)
- Command & Conquer: Tiberian Sun (1999)
- Lands of Lore III (1999)
- Recoil (1999)
- Sports Car GT (1999)
- Nox (2000)
- Command & Conquer: Red Alert 2 (2000)
- Emperor: Battle for Dune (2001)
- Command & Conquer: Yuri's Revenge (2001)
- Pirates: The Legend of Black Kat (2002)
- Command & Conquer: Renegade (2002)
- Earth & Beyond (2002)